# Aeroporto di Stoccolma-Skavsta
L'Aeroporto di Stoccolma-Skavsta (IATA: NYO, ICAO: ESKN), un tempo conosciuto anche come Aeroporto di Nyköping, è un aeroporto internazionale sito nel comune di Nyköping, a circa 100 km a sud-ovest di Stoccolma.
È servito da compagnie low-cost. Per anni, la più importante di queste è stata Ryanair che, dopo avere aperto nel 1997 la prima rotta internazionale verso Londra Stansted, ha inaugurato nel 2003 sei nuove linee, tuttavia la compagnia ha lasciato l'aeroporto dopo aver operato gli ultimi voli il 30 ottobre 2021. A seguito di ciò, la principale compagnia rimasta operativa è Wizz Air.

## Storia
L'aeroporto, costruito nel 1942 nel comune di Nyköping, all'interno della tenuta di Skavsta, fu chiamato F11 Nyköping e già alla fine degli anni '40 vantava la più grande flottiglia di tutta la Svezia. In seguito a un'istanza parlamentare del 1974, la flottiglia fu smantellata nel 1980, e l'aeroporto fu mantenuto come scalo d'emergenza. Il 23 settembre 1984 fu promosso ad aeroporto civile, dietro direttiva del comune di Nyköping. Nel 1991 cambiò nome in Aeroporto di Stoccolma-Skavsta. Nel 1998 l'aeroporto fu privatizzato dalla compagnia britannica TBI plc che acquistò il 90% delle azioni dal comune.
Per un breve periodo, nel 2005, l'aeroporto fece da scalo alla linea Boston-Helsinki della Finnair, ruolo successivamente conferito al più capiente Aeroporto di Stoccolma-Arlanda.

## Principali servizi
- Autonoleggio
  - Il servizio è gestito dalle compagnie Avis, Europcar, Hertz e Sixt.
- Autobus
  - I bus navetta collegano direttamente l'Aeroporto di Stoccolma-Skavsta alla stazione centrale di Stoccolma (con un tempo di percorrenza di circa 90 min., al costo di 199 SEK), dal quale partono anche le navette e il treno ad alta velocità (l'Arlanda Express) per l'Aeroporto di Stoccolma-Arlanda. Il servizio è offerto dalla Flygbussarna, azienda che serve più aeroporti in Svezia. Da Skavsta partono anche i bus navetta per Södertälje, Linköping e Norrköping.
  - Gli autobus di linea 715 e 515 collegano l'aeroporto a Nyköping e Oxelösund dalle 4 del mattino a mezzanotte (20 SEK).
- Taxi
  - Il taxi va prenotato: impiega circa 60 minuti a raggiungere il centro di Stoccolma e costa circa 1300 SEK.
- Parcheggi
  - È possibile parcheggiare nell'aeroporto, al terminal e nei parcheggi a breve e lunga permanenza. I posteggi del terminal costano 20 SEK all'ora; i parcheggi di lunga permanenza invece sono un po' meno costosi.